# Fédération Internationale du Sport Automobile
Die Fédération Internationale du Sport Automobile (FISA) mit Sitz in Paris hatte von 1922 (als CSI) bis 1993 die Sporthoheit innerhalb des Automobil-Weltverbandes Fédération Internationale de l’Automobile (FIA) und war für das sportliche Reglement im Automobilsport (das FIA-Regelwerk, beispielsweise für die Formel 1 oder Gruppe C) zuständig.

## Geschichte
1922 wurde die Commission Sportive Internationale (CSI) von der damaligen FIA-Vorgängerin Association Internationale des Automobile Clubs Reconnus (AIACR) gegründet und 1978, unter ihrem neuen Präsidenten Jean-Marie Balestre, in FISA umbenannt. 
Die Organisation lieferte sich von Ende der 1970er bis Mitte der 1980er Jahre einen erbitterten Machtkampf mit den privaten Formel-1-Teams respektive Bernie Ecclestone, dem Chef der Teamvereinigung FOCA – den sogenannten FISA-FOCA-Krieg. Der Rechtsanwalt der FOCA, Max Mosley, setzte sich 1991 gegen Balestre durch und wurde Präsident der FISA. 1993 verlor die FISA ihre Eigenständigkeit und wurde in die FIA eingegliedert. Mosley fungierte von 1993 bis Oktober 2009 als Präsident der FIA.

## Präsidenten
| Präsident                                     | Amtszeit  | Nationalität   |
| --------------------------------------------- | --------- | -------------- |
| Commission Sportive Internationale            |           |                |
| René de Knyff                                 | 1922–1946 | Frankreich     |
| Augustin Pérouse                              | 1946–1961 | Frankreich     |
| Maurice Baumgartner                           | 1961–1970 | Schweiz        |
| Paul Alfons von Metternich-Winneburg          | 1970–1976 | Deutschland    |
| Pierre Ugeux                                  | 1976–1978 | Belgien        |
| Fédération Internationale du Sport Automobile |           |                |
| Jean-Marie Balestre                           | 1978–1991 | Frankreich     |
| Max Mosley                                    | 1991–1993 | Großbritannien |